# Galbena, Alba
Galbena este un sat în comuna Arieșeni din județul Alba, Transilvania, România.